# Gymnothorax albimarginatus
Gymnothorax albimarginatus är en fiskart som först beskrevs av Temminck och Schlegel, 1846.  Gymnothorax albimarginatus ingår i släktet Gymnothorax och familjen Muraenidae. Inga underarter finns listade i Catalogue of Life.